# Elza Kolodin
Elza Kolodin   () és una pianista polonesa. Va estudiar a Cracòvia, Varsòvia i París.
Ha obtingut molts reconeixements per part de la premsa internacional, que ha descrit la seva "interpretació entusiasmada" com la que es distingeix per un "virtuosisme brillant" i una "mescla molt personal d'energia electritzant i poesia profunda".
Elza Kolodin va començar la seva carrera pianística a l'Escola Especial de Música de Cracòvia amb Zofia Zagajewska. Després de rebre una beca de la Chopin Society, va continuar els seus estudis a l'Acadèmia de Música de Varsòvia amb Ryszard Bakst i Zbigniew Drzewiecki.
Després de la seva emigració, la Fundació Albert Roussel li permet de completar els seus estudis a l’Ecole Normale de Música de París en la classe de Thierry de Brunhoff un mestre alumne d'Alfred Cortot. Es va graduar amb la màxima distinció, la "Llicència de concert amb unanimitat del jurat".
Al llarg de la seva carrera, Elza Kolodin ha tingut molt èxit en l'àmbit del concurs, havent guanyat el 3r Premi al Concorso Pianistico Internazionale Ferruccio Busoni (1973), 2n Premi al Concorso Pianistico Internazionale Alessandro Casagrande (1972) i el Concurso Internacional Maria Canals (1976), així com 1rs Premis en els que devien ser alguns dels moments més destacats de la seva carrera, el Premio Internacional de Música de Jaén (1973), el Concurs Internacional de Piano Reina Sofia (1977) i el Concurs Internacional de Piano Jose Iturbi. (1981), on també es va endur els premis a la millor interpretació de la música espanyola.
Els seus concerts l'han portat a les capitals de la música d'Europa, Japó i EUA i també ha publicat diversos enregistraments sota els segells Ars Musici i EMI.
Paral·lelament a les seves activitats de concert, Elza Kolodin també és una professora dedicada i professora a la Hochschule für Musik Freiburg im Breisgau, Alemanya, on resideix des de 1976.
Dirigeix classes magistrals regularment a diversos països i també és membre del jurat de nombrosos concursos internacionals.
| Any  | Competició                                             | Premi               |
| ---- | ------------------------------------------------------ | ------------------- |
| 1972 | Concurs Pianistico Internacional Alessandro Casagrande | 2n premi            |
| 1973 | Concorso Pianistico Internacional Ferruccio Busoni     | 3r premi (ex-aequo) |
| 1973 | Premio Internacional de Música de Jaén                 | 1r premi (ex-aequo) |
| 1976 | Concurs Internacional de Piano Maria Canals            | 2n premi            |
| 1977 | Concurs Internacional de Piano Reina Sofia             | 1r premi            |
| 1981 | Concurs Internacional de Piano José Iturbi             | 1r premi            |